# Alberto Di Chiara
Pour les articles homonymes, voir Di Chiara.
Alberto Di Chiara  est un footballeur italien, né le 29 mars 1964 à Rome. Il évolue au poste de défenseur du début des années 1980 à la fin des années 1990.
Formé à l'AS Rome, il joue ensuite à l'AC Reggiana puis à l'US Lecce et à l'AC Fiorentina. Il rejoint alors Parme AC avec qui il remporte la Coupe d'Italie en 1992 puis la Coupe d'Europe des vainqueurs de coupe en 1993, la Supercoupe de l'UEFA la même année et la Coupe UEFA en 1995. Il termine sa carrière à Pérouse Calcio.
Il compte sept sélections en équipe d'Italie.

## Carrière
- 1980-1982 : AS Rome
- 1982-1983 : AC Reggiana
- 1983-1986 : US Lecce
- 1986-1991 : AC Fiorentina
- 1991-1996 : Parme AC
- 1996-1997 : Pérouse Calcio

## Palmarès
- Sept sélections (sans aucun but) avec l'équipe d'Italie entre 1992 et 1993.

- Vainqueur de la Coupe d'Italie 1992 avec le Parme AC.
- Vainqueur de la Coupe d'Europe des vainqueurs de coupe en 1993 avec le Parme AC.
- Vainqueur de la Supercoupe de l'UEFA en 1993 avec le Parme AC.
- Vainqueur de la Coupe UEFA en 1995 avec le Parme AC.
- Finaliste de la Coupe d'Europe des vainqueurs de coupe de football 1993-1994 avec le Parme AC.
- Finaliste de la Coupe d'Italie 1994-1995 avec le Parme AC.